# Ernst Heinrich von Czettritz
Ernst Heinrich Freiherr von Czettritz (* 3. März 1713 auf Schloss Neuhaus in Dittersbach, Fürstentum Schweidnitz; † 13. Januar 1782 ebenda) war ein schlesischer Adliger, preußischer Generalleutnant, Chef des Dragonerregiments Nr. 4, Amtshauptmann von Lyck sowie Domherr am Mindener Dom.

## Herkunft und Familie
Ernst Heinrich Freiherr von Czettritz entstammte dem schlesischen Adelsgeschlecht Czettritz. Seine Eltern waren Ernst Heinrich von Czettritz (* 7. Mai 1679 in Seitendorf; † 21. September 1721 in Oberwaldenburg), Erbherr auf Neuhaus, Waldenburg, Weißstein und Hermsdorf und Anna Helena, geborene von Czettritz (* 12. August 1687; † 1735) aus dem Hause Schwarzwalde.
Am 26. Dezember 1742 heiratete er in Proßnitz Marianne Josepha (* 5. Juli 1718 in Brüssel; † 16. November 1755 in Landsberg an der Warthe), die Tochter des Feldmarschalls Johann Wenzel Freiherr Příchovský von Přichowitz. Der Ehe entstammte die Tochter Anna Henriette Sophie (* 22. Mai 1744 in Friedeberg; † 7. Mai 1746 in Landsberg an der Warthe).
Sein Verwandter Georg Oswald von Czettritz (* 1724; † 1796) aus dem Haus Schwarzwaldau war Chef des Husarenregiment Nr. 1 und wurde General der Kavallerie.

## Militärkarriere
Czettritz hielt sich 1732/34 in Paris auf und besuchte später die Universität Genf. Im August 1740 wurde er als Premierleutnant beim Husarenregiment „von Zieten“ Nr. 2 der Preußischen Armee angestellt. Als Stabsrittmeister trat er am 4. März 1741 zum Dragonerregiment „von der Schulenburg“ Nr. 3 über und kam kurz darauf zum neu gebildeten Dragonerregiment „von Bissing“ Nr. 4. Im Feldzug 1741/42 beteiligte er sich an der Belagerung von Neisse und Brieg. Während des Feldzuges 1744/45 war er an der Belagerung von Belagerung von Prag beteiligt, wurde Rittmeister und Eskadronchef sowie kurz darauf Major. Für seine Leistungen während der Schlacht bei Hohenfriedberg erhielt Czettritz den Orden Pour le Mérite kämpfte dann noch bei Kesselsdorf. König Friedrich II. schenkte ihm im Januar 1746 eine Vikarie beim Domstift Magdeburg. Am 8. September 1754 folgte seine Beförderung zum Oberstleutnant und am 2. Juni 1755 seine Ernennung zum Regimentskommandeur. 1756 wurde er außerdem Amtshauptmann von Preußisch Holland. Mit der Beförderung zum Oberst am 24. Oktober 1757 wurde er auch Chef des Regiments.
Im Siebenjährigen Krieg war er an den Schlachten Lobositz, Prag, Kolin, Zorndorf beteiligt. Ende des Jahres 1758 wurde Czettritz Generalmajor und zum Entsatz der Festung Neisse von Sachsen aus nach Schlesien in Marsch gesetzt. Bei Koßdorf am 20. Februar 1760 wurde er von den Kaiserlichen überfallen und sein Pferd erschossen. Er selbst geriet in Gefangenschaft, wurde aber kurz darauf ausgetauscht und nahm dann an den Schlachten von Liegnitz und Torgau teil. Am 10. April 1761 folgte die Beförderung zum Generalleutnant.
Wegen seines schlechten Gesundheitszustandes dimittierte Czettritz am 22. September 1772 und erhielt vom König ein Gnadengehalt.